# Olympische Jugend-Sommerspiele 2018/Teilnehmer (Gambia)
| Gelbes Symbol für Goldmedaillen mit stilisierten Olympischen Ringen | Graues Symbol für Silbermedaillen mit stilisierten Olympischen Ringen | Braundes Symbol für Bronzemedaillen mit stilisierten Olympischen Ringen |
| ------------------------------------------------------------------- | --------------------------------------------------------------------- | ----------------------------------------------------------------------- |
| —                                                                   | —                                                                     | —                                                                       |

Die Gambische Jugend-Olympiamannschaft bestand aus fünf Athleten für die III. Olympischen Jugend-Sommerspiele vom 6. bis 18. Oktober in Buenos Aires (Argentinien).
Die Gambischen Sportler erzielten keine Medaille.

## Teilnehmer nach Sportarten

### Leichtathletik
Laufen und Gehen
| Athleten        | Wettbewerb | Halbfinale | Halbfinale | Finale  | Finale |
| Athleten        | Wettbewerb | Zeit       | Rang       | Zeit    | Rang   |
| --------------- | ---------- | ---------- | ---------- | ------- | ------ |
| Jungen          |            |            |            |         |        |
| Sulayman Touray | 200 m      | 21,69 s    | 7          | 21,29 s | 7      |
| Mädchen         |            |            |            |         |        |
| Ola Buwaro      | 400 m      | 58,37 s    | 19         | 56,63 s | 11     |

### Beachvolleyball
| Athleten                   | Gruppenphase                            | Gruppenphase | Gruppenphase | Achtelfinale                 | Achtelfinale | Viertelfinale | Viertelfinale | Halbfinale    | Halbfinale    | Finale / Platz 3 | Finale / Platz 3 | Rang |
| Athleten                   | Gegner                                  | Ergebnis     | Rang         | Gegner                       | Ergebnis     | Gegner        | Ergebnis      | Gegner        | Ergebnis      | Gegner           | Ergebnis         | Rang |
| -------------------------- | --------------------------------------- | ------------ | ------------ | ---------------------------- | ------------ | ------------- | ------------- | ------------- | ------------- | ---------------- | ---------------- | ---- |
| Jungen                     |                                         |              |              |                              |              |               |               |               |               |                  |                  |      |
| Sheikh Colley Jahara Koita | Enrico Demoney Louraine / Micah Glasgow | 2:0          | 3            | Arsenio Guvu / Jorge Monjane | 0:2          | ausgeschieden | ausgeschieden | ausgeschieden | ausgeschieden | ausgeschieden    | ausgeschieden    | 17   |
| Sheikh Colley Jahara Koita | Filip John / Lukas Pfretzschner         | 0:2          | 3            | Arsenio Guvu / Jorge Monjane | 0:2          | ausgeschieden | ausgeschieden | ausgeschieden | ausgeschieden | ausgeschieden    | ausgeschieden    | 17   |
| Sheikh Colley Jahara Koita | David Åhman / Jonatan Hellvig           | 0:2          | 3            | Arsenio Guvu / Jorge Monjane | 0:2          | ausgeschieden | ausgeschieden | ausgeschieden | ausgeschieden | ausgeschieden    | ausgeschieden    | 17   |

### Schwimmen
| Athleten            | Wettbewerb    | Vorlauf | Vorlauf | Halbfinale    | Halbfinale    | Finale        | Finale        | Rang          |
| Athleten            | Wettbewerb    | Zeit    | Rang    | Zeit          | Rang          | Zeit          | Rang          | Rang          |
| ------------------- | ------------- | ------- | ------- | ------------- | ------------- | ------------- | ------------- | ------------- |
| Jungen              |               |         |         |               |               |               |               |               |
| Momodou Lamin Saine | 50 m Freistil | 30,97 s | 49      | ausgeschieden | ausgeschieden | ausgeschieden | ausgeschieden | 49            |
| Momodou Lamin Saine | 100 m Brust   | DSQ     | DSQ     | ausgeschieden | ausgeschieden | ausgeschieden | ausgeschieden | ausgeschieden |